# Idioma kanamaré
Elkanamaré o canamaré (también canamirim, canamary) es una lengua extinta de la familia lingüística arawak, tal vez incluso se trate de una variedad de idioma yine aunque esto no es seguro. El kanamaré se hablaba en cerca del río Iaco, un afluente del río Purús (J. B. von Spix 1819).

## Vocabulario
Johann Baptist von Spix recopiló en 1819 una lista de vocabulario de esta lengua que incluía términos para la flora, la fauna y artefactos culturales,  (Martius 1863: 235-236), la ubicación señalada por von Spix es "al oeste de la desembocadura del Juruá":
|                                   | Canamaré           |
| --------------------------------- | ------------------ |
| perezoso                          | tʃritu             |
| capivara                          | hypetu             |
| agutí                             | peʃiry             |
| ardilla                           | jupitiry           |
| tapir                             | nujeʃuata          |
| cacatúa                           | merity             |
| venado                            | ʃutery             |
| jaguar                            | saxüery, axity     |
| jaguar rojo                       | tibalixe           |
| araguato                          | kaina              |
| coatí                             | matʃira            |
| mono capuchino                    | zykoty             |
| caiarara (zogue-zogue?)           | koaʃi              |
| parauacu                          | hɨrry              |
| pato                              | katʃipatalery      |
| paujil                            | maʃo               |
| paujil                            | piury              |
| Pipile cujubi                     | kanaly             |
| buitre                            | matjuly            |
| buitre                            | hetʃira            |
| guacamayo                         | ʃura               |
| guacamayo                         | puhleta            |
| periquito                         | tʃirito            |
| loro                              | wauwatu            |
| saracura                          | koery              |
| surucuá                           | jumaku             |
| camaleón                          | karau              |
| surucucú                          | mutuʃy             |
| araramboia (Xiphosoma araramboya) | ʃüraly             |
| sucurí                            | nuzuzai            |
| jararaca-mirim                    | apuʃürüpje         |
| cobra paranamboya                 | herotue            |
| jacaré                            | ʃiuʃery / mamipiry |
| tortuga                           | sepɨry             |
| terecay                           | mamalu             |
| sapo                              | kamuku             |
| pez                               | ʃima               |
| surubí                            | saiete             |
| tucunaré                          | kamueru            |
| jacundá                           | pezuhly            |
| piraña                            | humah              |
| pirapitinga                       | kapupiry           |
| tambaquí                          | hamaxiry           |
| maruí                             | ʃueh               |
| cigüeña                           | haniu              |
| garrapata                         | kasi               |
| uruá                              | hüsua              |
| ostra                             | saluta             |
| cipó                              | hapy               |
| zarzaparrilla                     | kanyspiritüʃy      |
| cacao                             | koaka              |
| curare                            | aikabia            |
| catahua                           | esu                |
| mandioca                          | kanury             |
| maíz                              | ʃiʃy               |
| banana                            | panapɨ             |